# Herreninsel
L'isola di Herrenchiemsee è un'isola sita nel Lago Chiemsee in Baviera, e fa parte del territorio del comune di Chiemsee. Misura 238 ha di superficie totale, con una lunghezza massima di 2,55 km ed una larghezza massima di 2,1 km. È collegata con un regolare servizio di battelli normalmente con i comuni di Gstadt am Chiemsee e Prien am Chiemsee, ma occasionalmente anche con altre località tra le quali anche la Fraueninsel. Sull'isola non possono circolare automobili.
Essa è famosa soprattutto poiché ospita il castello di Herrenchiemsee, fatto costruire a partire dal 1878 da Ludovico II di Baviera, oltre al convento di Herrenchiemsee, secolarizzato nel 1803 e trasformato con il nome di "Antico castello di Herrenchiemsee".